# Коэффициент связи резонаторов
Коэффициент связи резонаторов — безразмерная величина, характеризующая степень взаимодействия двух резонаторов
Коэффициенты связи используют в теории резонаторных фильтров. Резонаторы фильтров могут быть как электромагнитными, так и акустическими. Вместе с резонансными частотами и внешними добротностями резонаторов коэффициенты связи являются обобщёнными параметрами фильтров. Для осуществления настройки амплитудно-частотной характеристики фильтра бывает вполне достаточно ограничиться оптимизацией только этих обобщённых параметров.

## Эволюция определения термина
Этот термин в теорию фильтров впервые ввёл M. Dishal [1]. В некоторой степени он является аналогом коэффициента связи двух индуктивностей или коэффициентов связи двух колебательных контуров. Значение этого термина многократно уточнялось с развитием теории связанных резонаторов и фильтров. Более поздние определения коэффициента обобщают или уточняют предшествующие определения.

### Коэффициент связи, рассматриваемый как положительная константа
Из ранних определений коэффициента связи резонаторов широко известны определения, содержащиеся в монографии Г. Маттея и др [2].
Следует сразу оговориться, что эти определения являются приближёнными, так как они сформулированы в предположении, что связь между резонаторами достаточно мала. В монографии [2] коэффициент связи {\displaystyle k} для случая двух одинаковых резонаторов определяется формулой
{\displaystyle k=|f_{o}-f_{e}|/f_{0},} (1)
где {\displaystyle f_{e},} {\displaystyle f_{o}} — частоты чётных и нечётных связанных колебаний ненагруженной пары резонаторов, а {\displaystyle f_{0}={\sqrt {f_{o}f_{e}}}.} Видно, что коэффициент связи, выражаемый формулой (1), является положительной константой, характеризующей взаимодействие резонаторов на резонансной частоте {\displaystyle f_{0}.}
В случае, когда паре связанных резонаторов с одинаковыми резонансными частотами можно сопоставить соответствующую эквивалентную схему с инвертором сопротивления (проводимости), нагруженным с обеих сторон на резонансные двухполюсники, коэффициент связи {\displaystyle k} определяется формулой
{\displaystyle k=K_{12}/{\sqrt {x_{1}x_{2}}}} (2)
для резонаторов последовательного типа и формулой
{\displaystyle k=J_{12}/{\sqrt {b_{1}b_{2}}}} (3)
для резонаторов параллельного типа. Здесь {\displaystyle K_{12},} {\displaystyle J_{12}} — параметры инвертора сопротивления и инвертора проводимости, {\displaystyle x_{1},} {\displaystyle x_{2}} — параметры крутизны реактивного сопротивления первого и второго резонатора последовательного типа на резонансной частоте {\displaystyle f_{0},} а {\displaystyle b_{1},} {\displaystyle b_{2}} — параметры крутизны реактивной проводимости первого и второго резонатора параллельного типа.
Когда резонаторами являются колебательные LC-контуры, коэффициент связи, согласно формулам (2) и (3), принимает значение
{\displaystyle k_{L}=L_{m}/{\sqrt {L_{1}L_{2}}}} (4)
для резонаторов с индуктивной связью и значение
{\displaystyle k_{C}=C_{m}/{\sqrt {(C_{1}+C_{m})(C_{2}+C_{m})}}} (5)
для резонаторов с ёмкостной связью. Здесь {\displaystyle L_{1},} {\displaystyle C_{1}} — индуктивность и ёмкость первого контура, {\displaystyle L_{2},} {\displaystyle C_{2}} — индуктивность и ёмкость второго контура, а {\displaystyle L_{m},} {\displaystyle C_{m}} — межконтурная (взаимная) индуктивность и межконтурная ёмкость. Формулы (4) и (5) давно известны в теории электрических цепей. Они выражают значения коэффициентов индуктивной и ёмкостной связи колебательных контуров.

### Коэффициент связи, рассматриваемый как имеющая знак константа
Уточнение приближённой формулы (1) было сделано в [3]. Точная формула имеет вид
{\displaystyle k=(f_{o}^{2}-f_{e}^{2})/(f_{o}^{2}+f_{e}^{2}).} (6)
При выводе этого выражения использовались формулы (4) и (5). Формула (6) стала общепризнанной. Она в частности приведена в часто цитируемой монографии Дж-Ш. Хонга [4]. Видно, что коэффициент связи резонаторов {\displaystyle k} имеет отрицательное значение, если {\displaystyle f_{o}<f_{e}.}
Согласно определению (6), коэффициент индуктивной связи колебательных контуров {\displaystyle k_{L}} по-прежнему выражается формулой (4). Он имеет положительное значение при {\displaystyle L_{m}>0} и отрицательное значение при {\displaystyle L_{m}<0.}
Коэффициент же ёмкостной связи колебательных контуров {\displaystyle k_{C}} всегда отрицателен. Согласно (6), формула (5) для коэффициента ёмкостной связи колебательных контуров приобретает иной вид
{\displaystyle k_{C}=-C_{m}/{\sqrt {(C_{1}+C_{m})(C_{2}+C_{m})}}.} (7)
Связь между электромагнитными резонаторами может осуществляться как по магнитному, так и по электрическому полю. Связь по магнитному полю характеризуют коэффициентом индуктивной связи {\displaystyle k_{L},} а связь по электрическому полю — коэффициентом ёмкостной связи {\displaystyle k_{C}.} Абсолютные величины {\displaystyle k_{L}} и {\displaystyle k_{C}} обычно монотонно убывают с увеличением расстояния между резонаторами. Скорость убывания одного из них может отличаться от скорости убывания другого. Однако абсолютная величина суммы коэффициентов {\displaystyle k_{L}} и {\displaystyle k_{C}} может не только убывать, но и возрастать на некотором участке с увеличением расстояния [5].
Сложение коэффициентов индуктивной и ёмкостной связи резонаторов выполняется по формуле [3]
{\displaystyle k=(k_{L}+k_{C})/(1+k_{L}k_{C}).} (8)
Эта формула получается из определения (6) с учётом формул (4) и (7).
Следует заметить, что сам по себе знак коэффициента связи {\displaystyle k} значения не имеет. Свойства резонаторного фильтра не изменятся, если одновременно поменять в нём знаки всех коэффициентов связи. Однако он важен при сопоставлении двух коэффициентов связи и в частности при сложении коэффициентов индуктивной и ёмкостной связи.

### Коэффициент связи, рассматриваемый как функция частоты вынужденных колебаний
Два связанных резонатора могут взаимодействовать не только на резонансных частотах. Это подтверждается возможностью передачи энергии вынужденных колебаний от одного резонатора к другому. Поэтому взаимодействие резонаторов правильнее характеризовать не множеством констант {\displaystyle k_{i},} отвечающих дискретному спектру резонансных частот {\displaystyle f_{i},} а одной непрерывной функцией частоты вынужденных колебаний {\displaystyle k(f).}
Очевидно, что эта функция должна отвечать условию
{\displaystyle k(f)|_{f=f_{i}}=k_{i}.} (9)
Кроме того, функция {\displaystyle k(f)} должна обращаться в нуль на тех частотах {\displaystyle f_{z},} на которых отсутствует передача высокочастотной мощности от одного резонатора к другому, то есть должна отвечать и второму условию
{\displaystyle k(f)|_{f=f_{z}}=0.} (10)
Нуль передачи мощности в частности возникает в колебательных контурах с комбинированной индуктивно-ёмкостной связью, когда взаимная индуктивность {\displaystyle L_{m}>0.} Его частота {\displaystyle f_{z}} выражается формулой [6]
{\displaystyle f_{z}={\sqrt {L_{m}/[(L_{1}L_{2}-L_{m}^{2})C_{m}]}}/(2\pi ).} (11)
На основе энергетического подхода в [6] было сформулировано определение функции {\displaystyle k(f),} обобщающей формулу (6) и удовлетворяющей условиям (9) и (10). Эта функция по формуле (8) выражается через частотно-зависимые коэффициенты индуктивной и ёмкостной связи {\displaystyle k_{L}(f)} и {\displaystyle k_{C}(f),} определяемые формулами
{\displaystyle k_{L}(f)={\frac {{\dot {W}}_{12L}(f)}{\sqrt {[{\bar {W}}_{11L}(f)+{\bar {W}}_{11C}(f)][{\bar {W}}_{22L}(f)+{\bar {W}}_{22C}(f)]}}},} (12)
{\displaystyle k_{C}(f)={\frac {{\dot {W}}_{12C}(f)}{\sqrt {[{\bar {W}}_{11L}(f)+{\bar {W}}_{11C}(f)][{\bar {W}}_{22L}(f)+{\bar {W}}_{22C}(f)]}}}.} (13)
Здесь {\displaystyle W} обозначает энергию высокочастотного электромагнитного поля, запасаемую обоими резонаторами. Черта над {\displaystyle W} обозначает постоянную составляющую энергии, а точка — амплитуду колеблющейся составляющей энергии. Индекс {\displaystyle L} обозначает магнитную часть энергии, а индекс {\displaystyle C} — электрическую часть энергии. Индексы 11, 12 и 22 обозначают части запасаемой энергии, пропорциональные соответственно {\displaystyle |U_{1}|^{2},} {\displaystyle |U_{1}||U_{2}|} и {\displaystyle |U_{2}|^{2},} где {\displaystyle U_{1}} — комплексная амплитуда напряжения на порте первого резонатора, а {\displaystyle U_{2}} — комплексная амплитуда напряжения на порте второго резонатора.
Из определений (12) и (13) в частности получаются формулы для частотной зависимости коэффициентов индуктивной и ёмкостной связи произвольных колебательных контуров [6]
{\displaystyle k_{L}(f)={\frac {L_{m}}{\sqrt {L_{1}L_{2}}}}{\frac {2}{\sqrt {(1+f_{1}^{-2}f^{2})(1+f_{2}^{-2}f^{2})}}},} (14)
{\displaystyle k_{C}(f)={\frac {-C_{m}}{\sqrt {(C_{1}+C_{m})(C_{2}+C_{m})}}}{\frac {2}{\sqrt {(1+f_{1}^{2}f^{-2})(1+f_{2}^{2}f^{-2})}}}.} (15)
где {\displaystyle f_{1},f_{2}} — резонансные частоты первого и второго контура, возмущённые связями. Видно, что значения функций {\displaystyle k_{L}(f)} и {\displaystyle k_{C}(f)} при {\displaystyle f=f_{1}=f_{2}} совпадают с константами {\displaystyle k_{L}} и {\displaystyle k_{C},} определяемыми формулами (4) и (5). Кроме того, функция {\displaystyle k(f),} рассчитываемая по формулам (8), (14) и (15), обращается в нуль на частоте {\displaystyle f_{z},} выражаемой формулой (11).

## Коэффициенты связи в теории фильтров

### Полосно-пропускающие фильтры с линейной топологией связей
Теория микроволновых узкополосных полосно-пропускающих фильтров с чебышёвской частотной характеристикой изложена в монографии [2]. В таких фильтрах резонансные частоты всех резонаторов настроены на центральную частоту заданной полосы пропускания {\displaystyle f_{0}.} Каждый из резонаторов связан не более чем с двумя соседними резонаторами. Каждый из двух крайних резонаторов связан с одним соседним резонатором и с одним из двух портов фильтра. Такую топологию связей резонаторов называют линейной. При линейной топологии связей существует только один канал прохождения микроволновой мощности от входного порта к выходному порту.
Для фильтров с линейной топологии связей в монографии [2] приведён вывод приближённых формул для значений коэффициентов связи соседних резонаторов {\displaystyle k_{i,i+1},} отвечающих заданной амплитудно-частотной характеристике фильтра, где {\displaystyle i} и {\displaystyle i+1} — порядковые номера связанных резонаторов. При выводе формул использовались фильтры-прототипы нижних частот, а также формулы (2) и (3). Амплитудно-частотные характеристики фильтров-прототипов описываются многочленами Чебышёва. Впервые эти формулы были опубликованы в [7]. Они имеют вид
{\displaystyle k_{i,i+1}={\frac {f_{2}-f_{1}}{\sqrt {f_{2}f_{1}g_{i}g_{i+1}}}},} (16)
где {\displaystyle g_{i}} {\displaystyle (i=0,1,2...n+1)} — нормированные параметры фильтра-прототипа нижних частот, {\displaystyle n} — порядок многочлена Чебышёва, равный числу резонаторов в фильтре, {\displaystyle f_{1},f_{2}} — граничные частоты полосы пропускания.
Значения нормированных параметров {\displaystyle g_{i}} для заданной полосы пропускания фильтра рассчитываются по формулам
{\displaystyle g_{0}=1,} {\displaystyle g_{1}=2a_{1}/\gamma ,}
{\displaystyle g_{k}={\frac {4a_{k-1}a_{k}}{b_{k-1}g_{k-1}}},} {\displaystyle k=2,3\dots n,} (17)
{\displaystyle g_{n+1}=1,} если {\displaystyle n} чётное,
{\displaystyle g_{n+1}=\mathrm {cth} \,^{2}(\beta /4),} если {\displaystyle n} нечётное.
Здесь использованы обозначения
{\displaystyle \beta =2\mathrm {arth} \,{\sqrt {10^{-\Delta L/10}}},} {\displaystyle \gamma =\mathrm {sh} \,({\frac {\beta }{2n}}),} (18)
{\displaystyle a_{k}=\mathrm {sin} \,{\frac {2(k-1)\pi }{2n}},} {\displaystyle b_{k}=\gamma ^{2}+\mathrm {sin} \,^{2}(k\pi /n),} {\displaystyle (k=1,2...n),}
где {\displaystyle \Delta L} — требуемая неравномерность затухания в полосе пропускания, выраженная в децибелах.
Формулы (16) являются приближёнными не только потому, что при их выводе использовались приближённые определения коэффициентов (2) и (3). Точные выражения для коэффициентов связи в фильтре-прототипе были получены в [8]. Однако и после уточнения эти формулы остаются приближёнными при конструировании реальных фильтров. Их точность зависит от конструкции фильтра и конструкции его резонаторов. Она повышается с уменьшением относительной ширины полосы пропускания.
В [9] было показано, что причина погрешности формул (16) и их уточнённого варианта связана с частотной дисперсией коэффициентов связи, которая может сильно различаться для резонаторов и фильтров различных конструкций. Другими словами, оптимальные значения коэффициентов связи {\displaystyle k_{i,i+1}} на частоте {\displaystyle f_{0}} зависят не только от параметров требуемой полосы пропускания фильтра, но и значений производных {\displaystyle dk_{i,i+1}(f)/df|_{f=f_{0}}.} Это значит, что точные значения коэффициентов {\displaystyle k_{i,i+1},} обеспечивающих требуемую полосы пропускания фильтра, не могут быть заранее известны. Их можно установить лишь после оптимизации фильтра. Поэтому формулы (16) можно использовать только в качестве начальных значений для обобщённых параметров фильтров перед их оптимизацией.
Приближённые формулы (16) также позволяют установить ряд общих закономерностей, присущих любым фильтрам с линейной топологией связей. Например, увеличение текущей ширины полосы пропускания фильтра требует приблизительно пропорционального увеличения всех коэффициентов связи {\displaystyle k_{i,i+1}.} Коэффициенты {\displaystyle k_{i,i+1}} симметричны относительно центрального резонатора или центральной пары резонаторов даже в фильтрах с неравными волновыми сопротивлениями линий передачи на входном и выходном порте. Величина коэффициентов {\displaystyle k_{i,i+1}} монотонно убывает при переходе от крайних пар резонаторов к центральной паре.
Реальные конструкции фильтров с линейной топологией связи в отличие от их фильтров-прототипов могут иметь нули прохождения в полосах заграждения [10]. Нули прохождения существенно улучшают селективные свойства фильтров. Одной из причин возникновения нулей является частотная дисперсия коэффициентов связи {\displaystyle k_{i,i+1}} для одной или нескольких пар резонаторов фильтра, выражающаяся в их обращении в нуль на частоте нуля прохождения мощности [11].

### Полосно-пропускающие фильтры с перекрёстными связями
Для формирования нулей прохождения в полосах заграждения фильтров с целью повышения их селективных свойств, в фильтрах помимо ближайших связей часто создают дополнительные связи между резонаторами, которые называют перекрёстными. Такие связи приводят к образованию нескольких каналов прохождения электромагнитной волны от входного порта фильтра к выходному порту. Амплитуды волн, прошедшие по разным каналам фильтра, при суммировании на выходе могут полностью погашаться на отдельных частотах, приводя к образованию нулей прохождения.
Для описания связей резонаторов в таких фильтрах используют матрицу связей {\displaystyle \mathbf {M} } размерности {\displaystyle n\times n} [12, 4]. Она симметрична. Её каждый недиагональный элемент {\displaystyle M_{ij}} является коэффициентом связи i-го и j-го резонаторов {\displaystyle k_{ij}.} Каждый диагональный элемент {\displaystyle M_{ii}} является реактансом (иммитансом) i-го резонатора на центральной частоте {\displaystyle f_{0}}. В настроенном фильтре все элементы {\displaystyle M_{ii}} равны нулю, так реактансы на резонансных частотах обращаются в нуль.
Достоинством матриц {\displaystyle \mathbf {M} } является то, что они позволяют непосредственно рассчитать частотную характеристику для эквивалентной схемы фильтра, содержащей индуктивно связанные колебательные контуры [12, 4]. Поэтому их удобно использовать при проектировании фильтров с перекрёстными связями. В частности матрицы {\displaystyle \mathbf {M} } часто используют при оптимизации фильтров в качестве их грубой модели. Использование грубой модели позволяет многократно ускорить оптимизацию фильтра за счёт того, расчёт частотной характеристики грубой модели практически не требует затрат машинного времени по сравнению с расчётом характеристики реального фильтра.